# Jatibungur
Jatibungur is een bestuurslaag in het regentschap Sumedang van de provincie West-Java, Indonesië. Jatibungur telt 1463 inwoners (volkstelling 2010).